# Vlag van Noordeloos

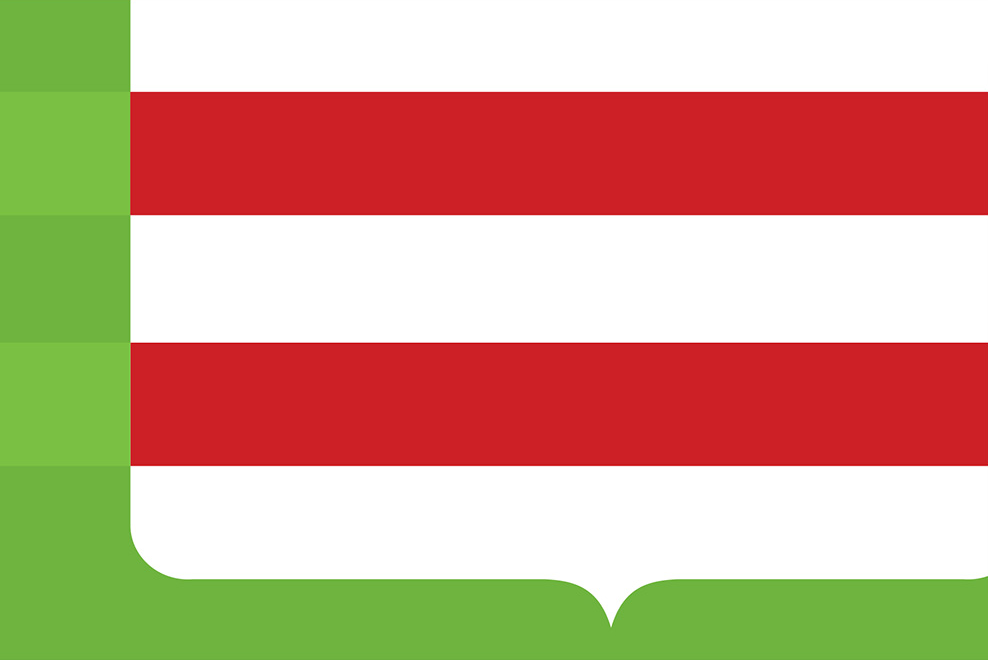
Vlag van Noordeloos

De vlag van Noordeloos werd in zomer 2016 door het Nederlandse dorp Noordeloos in gebruik genomen. Na de onthulling van de vlag van Noordeloos tijdens de jaarmarkt werd deze dorpsvlag enorm populair bij de inwoners van Noordeloos. De vlag toont een groen veld met vergrote afgesneden weergave van het wapenschild. Het wapenschild toont vijf horizontale banen in het wit en rood en is gelijk aan het gemeentewapen van de voormalige gemeente Noordeloos.

## Verwante afbeeldingen

Het wapen van Noordeloos

Dubbeldam
· Gouderak
· Heerjansdam
· Herkingen
· Hoek van Holland
· Kaag
· Katwijk
· Kijkduin
· Klaaswaal
· Lekkerkerk
· Lisse
· Maasdam
· Maasland
· Middelharnis
· Nieuwe-Tonge
· Noordeloos
· Ooltgensplaat
· Ouddorp
· Rijnsburg
· Rockanje
· Scheveningen
· Stad aan 't Haringvliet
· Stellendam
· Tiengemeten
· Valkenburg
· Wieldrecht